# Armin Taszakkori
Armin Taszakkori (pers. آرمین تشکری; ur. 8 grudnia 1986 w Hamadanie) – irański siatkarz, grający na pozycji środkowego, reprezentant Iranu.

## Sukcesy klubowe
Mistrzostwo Iranu:
- 2019, 2021
- 2022[2]
- 2016, 2017

Klubowe Mistrzostwa Azji:
- 2021[3], 2022[4]

## Sukcesy reprezentacyjne
Mistrzostwa Azji:
- 2013

Igrzyska Azjatyckie:
- 2014